# 科莫巴比 (亞利桑那州)
科莫巴比（英語：Chiawuli Tak）是位於美國亞利桑那州皮馬縣的一個人口普查指定地區。根據2010年美國人口普查，該地共人口500人，而該地的面積約為2.98平方千米。

## 地理
科莫巴比的座標為32°03′14″N 111°48′10″W / 32.05389°N 111.80278°W，而該地最高點為海拔高度1005米（即3297英尺）。